# Minador do Negrão
Minador do Negrão é um município brasileiro do estado de Alagoas. A cidade, situada no agreste de Alagoas, fica a 270 metros de altitude, distante 169 quilômetros de Maceió e 35 quilômetros de Palmeira dos Índios.
O topônimo de Minador do Negrão teve origem no fato de existir na propriedade de Félix Negrão, considerado o fundador da cidade, uma fonte de água cristalina de ótima qualidade e grande potencial.

## História
O município deve sua criação e povoamento a uma fazenda de gado que fora instalada em 1936 por Félix de Souza Negrão. É bem verdade que antes dessa época, já deveriam existir moradores em regiões próximas.
Em 1940 foi criada uma feira livre, onde pessoas e comerciantes de outras regiões vinham para comprar e negociar. Além de Félix de Souza Negrão, são também considerados pioneiros do lugar Joaquim Belarmino Barros, Clarindo Amorim, José Antônio Duarte e Colimério Ferreira Ferro.
Em 1950 foi elevada a condição de vila, já que o progresso da povoação que ali se formava era uma constante. Sempre pertenceu a Palmeira dos Índios, de onde foi emancipado. A luta pela sua independência política encontrou no deputado Remi Maia e em Joaquim Belarmino Barros seus principais líderes. Ela foi alcançada através da Lei nº 2470 de 27 de agosto de 1962, ocorrendo sua instalação oficial a 9 de setembro do mesmo ano, com o território formado por apenas um distrito, o da sede, situação que ainda hoje perdura.

## Geografia
Possui uma área de 166,58 km² e sua população, conforme estimativas do IBGE de 2021, era de 5 315 habitantes.

### Localização
Situa-se na Microrregião de Palmeira dos Índios (115), sendo seus limites Cacimbinhas (22 km), Estrela de Alagoas (23 km), Bom Conselho (42 km) e Iati (40 km), os dois últimos no estado de Pernambuco.

### Clima
Tem um clima quente e seco, com máximas de 35º e mínimas de 14º. O inverno inicia-se em Abril para terminar em Setembro.

## Economia
A base da economia do município é a agropecuária.

## Cultura
Um dos principais atrativos de Minador do Negrão é a Praça Tereza Araújo Barros. As festividades também atraem muitos visitantes da região, destacando-se a Festa da Padroeira, Nossa Senhora das Graças, e o já tradicional Baile dos Casados (março), onde os participantes têm que comprovar a união com documentação.
O filme Vidas Secas, de 1963, foi realizado em Minador do Negrão e em Palmeira dos Índios.